# Heteropilumnus trichophoroides
Heteropilumnus trichophoroides is een krabbensoort uit de familie van de Pilumnidae. De wetenschappelijke naam van de soort is voor het eerst geldig gepubliceerd in 1895 door de Man.